# Triplexa
Triplexa är ett släkte av nattsländor. Triplexa ingår i familjen långhornssländor.
Kladogram enligt Catalogue of Life:
| Triplexa | \| \| Triplexa psocopterus \| \| \| \| \| \| Triplexa villa \| \| \| \| |
|          | \| \| Triplexa psocopterus \| \| \| \| \| \| Triplexa villa \| \| \| \| |
|          | Triplexa psocopterus                                                    |
|          |                                                                         |
|          | Triplexa villa                                                          |
|          |                                                                         |